# Павло Александрійський
Павло Александрійський (лат. Paulus Alexandrinus) — грецький астроном та астролог IV ст. н. е. з античного міста Александрія на території сучасного Єгипту.

## Наукові здобутки
Написав фундаментальний астрологічний підручник «Eisagogika» («Вступ»), другу редакцію якого присвятив своєму синові Кронамону в 378 р. або незабаром після цієї дати. Серед його джерел були Клавдій Птолемей, Аполлоній Перзький, Гермес Трисмегіст. Книга Павла Александрійського, витіснивши «Тетрабіблос» Птолемея, стала основним підручником астрології для декількох поколінь астрологів раннього Середньовіччя. Особливо великий вплив робота Павла Александрійського справила на вчених Візантії.
Ряд дослідників висував гіпотезу про те, що географічний перелік, наведений у Біблії в Діяннях Апостолів (2:9-11), безпосередньо пов'язаний з принципами астрологічної географії «Вступу» Павла Александрійського; але сучасні вчені відкидають цю гіпотезу. Невелика частина «Вступу» («Про 12 знаках Зодіаку») була перекладена вірменською мовою Ананією Ширакаци в VII ст. Таким чином, робота Павла Александрійського була відома в самих різних регіонах світу. Однак важливо підкреслити, що ідентифікація Павла Александрійського з автором «Пауліша-сіддханти» (популярного в індійській астрономії переказного трактату) малоймовірна.
У 1993 р. підручник Павла Александрійського був виданий в англійському перекладі в рамках проекту «Hindsight» (США).